# UCI-BMX-Racing-Weltcup 2022
Der UCI-BMX-Racing-Weltcup 2022 wurde von Mai bis Oktober des Jahres ausgetragen. Durch die Union Cycliste Internationale wurden bei acht Rennen an drei Standorten die Weltcup-Sieger im BMX-Rennsport ermittelt. Die vier letzten Läufe gingen in die Qualifikation zu den Olympischen Spielen 2024 ein.
Das im Vorjahr eingeführte U23-Ranking wurde erneut ausgetragen, nach einer Regeländerung stand es nunmehr auch Junioren offen. Die Fahrer der U23 konnten bei jedem Rennen wählen, ob sie in der Elite oder der U23 antreten wollten. Außerdem wurde die seit 2003 bzw. 2005 gebrauchte Bezeichnung Supercross aus dem Namen des Weltcups gestrichen. Er hieß nunmehr Coupe du Monde BMX Racing UCI (französisch) bzw. UCI BMX Racing World Cup (englisch).

## Termine
Der Terminkalender wurde im Dezember 2021 veröffentlicht.
- Glasgow: 28. und 29. Mai
- Papendal: 11. und 12. Juni
- Bogotá: 24. und 25. September
- Bogotá: 1. und 2. Oktober

Bei dem Rennen in Glasgow handelte es sich zugleich um einen Testlauf für die Weltmeisterschaften 2023, die im Jahr darauf dort stattfinden sollten.

## Männer
| # | Datum         | Ort      | Erster          | Zweiter         | Dritter        |
| - | ------------- | -------- | --------------- | --------------- | -------------- |
| 1 | 28. Mai       | Glasgow  | Diego Arboleda  | Sylvain André   | Kye Whyte      |
| 2 | 29. Mai       | Glasgow  | Jérémy Rencurel | Sylvain André   | Izaac Kennedy  |
| 3 | 11. Juni      | Papendal | Sylvain André   | Jérémy Rencurel | Izaac Kennedy  |
| 4 | 12. Juni      | Papendal | Romain Mahieu   | Cameron Wood    | Carlos Ramírez |
| 5 | 24. September | Bogotá   | Niek Kimmann    | Cameron Wood    | Sylvain André  |
| 6 | 25. September | Bogotá   | Cameron Wood    | Joris Daudet    | Izaac Kennedy  |
| 7 | 1. Oktober    | Bogotá   | Joris Daudet    | Kye Whyte       | Alfredo Campo  |
| 8 | 2. Oktober    | Bogotá   | Joris Daudet    | Izaac Kennedy   | Cameron Wood   |

Gesamtwertung
| Platz | Name            | Punkte |
| ----- | --------------- | ------ |
| 1     | Sylvain André   | 2537   |
| 2     | Cameron Wood    | 2249   |
| 3     | Izaac Kennedy   | 2117   |
| 4     | Kye Whyte       | 1873   |
| 5     | Jérémy Rencurel | 1839   |
| 6     | Diego Arboleda  | 1704   |

## Frauen
| # | Datum         | Ort      | Erste          | Zweite           | Dritte           |
| - | ------------- | -------- | -------------- | ---------------- | ---------------- |
| 1 | 28. Mai       | Glasgow  | Laura Smulders | Zoé Claessens    | Judy Baauw       |
| 2 | 29. Mai       | Glasgow  | Laura Smulders | Beth Shriever    | Saya Sakakibara  |
| 3 | 11. Juni      | Papendal | Zoé Claessens  | Laura Smulders   | Felicia Stancil  |
| 4 | 12. Juni      | Papendal | Zoé Claessens  | Laura Smulders   | Beth Shriever    |
| 5 | 24. September | Bogotá   | Beth Shriever  | Laura Smulders   | Alise Willoughby |
| 6 | 25. September | Bogotá   | Laura Smulders | Alise Willoughby | Lauren Reynolds  |
| 7 | 1. Oktober    | Bogotá   | Laura Smulders | Alise Willoughby | Zoé Claessens    |
| 8 | 2. Oktober    | Bogotá   | Mariana Pajón  | Merel Smulders   | Zoé Claessens    |

Gesamtwertung
| Platz | Name            | Punkte |
| ----- | --------------- | ------ |
| 1     | Laura Smulders  | 3608   |
| 2     | Zoé Claessens   | 2858   |
| 3     | Beth Shriever   | 2181   |
| 4     | Mariana Pajón   | 1640   |
| 5     | Manon Veenstra  | 1588   |
| 6     | Lauren Reynolds | 1514   |

## Männer U23
| # | Datum         | Ort      | Erster          | Zweiter             | Dritter             |
| - | ------------- | -------- | --------------- | ------------------- | ------------------- |
| 1 | 28. Mai       | Glasgow  | Dylan Gobert    | Léo Garoyan         | Hugo Marszalek      |
| 2 | 29. Mai       | Glasgow  | Rico Bearman    | Léo Garoyan         | Tatyan Lui-Hin-Tsan |
| 3 | 11. Juni      | Papendal | Léo Garoyan     | Dylan Gobert        | Magnus Dyhre        |
| 4 | 12. Juni      | Papendal | Léo Garoyan     | Dylan Gobert        | Pierre Geisse       |
| 5 | 24. September | Bogotá   | Léo Garoyan     | Cristhian Castro    | Hugo Marszalek      |
| 6 | 25. September | Bogotá   | Mauricio Molina | Tatyan Lui-Hin-Tsan | Matéo Colsenet      |
| 7 | 1. Oktober    | Bogotá   | Léo Garoyan     | Asuma Nakai         | Tatyan Lui-Hin-Tsan |
| 8 | 2. Oktober    | Bogotá   | Rico Bearman    | Mauricio Molina     | Asuma Nakai         |

Gesamtwertung
| Platz | Name                | Punkte |
| ----- | ------------------- | ------ |
| 1     | Léo Garoyan         | 1063   |
| 2     | Rico Bearman        | 834    |
| 3     | Tatyan Lui-Hin-Tsan | 733    |
| 4     | Dylan Gobert        | 701    |
| 5     | Hugo Marszalek      | 555    |
| 6     | Mauricio Molina     | 534    |

## Frauen U23
| # | Datum         | Ort      | Erste             | Zweite            | Dritte            |
| - | ------------- | -------- | ----------------- | ----------------- | ----------------- |
| 1 | 28. Mai       | Glasgow  | Malene Kejlstrup  | Molly Simpson     | Thayla Burford    |
| 2 | 29. Mai       | Glasgow  | Thayla Burford    | Aiko Gommers      | Kanami Tanno      |
| 3 | 11. Juni      | Papendal | Thayla Burford    | Malene Kejlstrup  | Molly Simpson     |
| 4 | 12. Juni      | Papendal | Molly Simpson     | Thayla Burford    | Malene Kejlstrup  |
| 5 | 24. September | Bogotá   | Veronika Stūriška | Mckenzie Gayheart | Emily Hutt        |
| 6 | 25. September | Bogotá   | Veronika Stūriška | Mckenzie Gayheart | Aiko Gommers      |
| 7 | 1. Oktober    | Bogotá   | Veronika Stūriška | Leila Walker      | Mckenzie Gayheart |
| 8 | 2. Oktober    | Bogotá   | Leila Walker      | Veronika Stūriška | Mckenzie Gayheart |

Gesamtwertung
| Platz | Name               | Punkte |
| ----- | ------------------ | ------ |
| 1     | Veronika Stūriška  | 853    |
| 2     | Aiko Gommers       | 641    |
| 3     | Thayla Burford     | 594    |
| 4     | Kanami Tanno       | 573    |
| 5     | Francesca Ferreira | 534    |
| 6     | Mckenzie Gayheart  | 528    |